# Copa do Mundo FIFA Sub-17 de 2013
A Copa do Mundo FIFA Sub-17 de 2013 foi a 15ª edição da competição de futebol para jogadores de até 17 anos de idade organizado pela Federação Internacional de Futebol (FIFA). O torneio foi disputado nos Emirados Árabes Unidos entre 17 de outubro a 8 de novembro com 24 seleções, após vencer a disputa por sediar o torneio com a candidatura de Gana.
A Nigéria conquistou o título pela quarta vez na história ao golear o México, detentores do título anterior, por 3–0 na final.

## Qualificação
Vinte e três seleções qualificadas participaram do torneio. Os Emirados Árabes Unidos classificaram-se automaticamente por ser o país-sede.
| Confederação                                  | Torneio qualificatório                  | Classificado(s)                                 |
| --------------------------------------------- | --------------------------------------- | ----------------------------------------------- |
| AFC (Ásia)                                    | Campeonato Asiático Sub-16 de 2012      | Uzbequistão Japão Irã Iraque                    |
| CAF (África)                                  | Campeonato Africano Sub-17 de 2013      | Costa do Marfim Nigéria Tunísia Marrocos        |
| CONCACAF (América do Norte, Central e Caribe) | Campeonato Sub-17 da CONCACAF de 2013   | México Panamá Canadá Honduras                   |
| CONMEBOL (América do Sul)                     | Campeonato Sul-Americano Sub-17 de 2013 | Argentina Venezuela Brasil Uruguai              |
| OFC (Oceania)                                 | Campeonato Sub-17 da OFC de 2013        | Nova Zelândia                                   |
| UEFA (Europa)                                 | Campeonato Europeu Sub-17 de 2013       | Rússia Itália Suécia Eslováquia Croácia Áustria |
| Anfitrião                                     | Anfitrião                               | Emirados Árabes Unidos                          |

## Sedes
Em junho de 2012, a FIFA escolheu o Estádio Internacional Xeque Khalifa, em Al Ain, o Estádio Al Nahyan, em Abu Dabi, o Estádio Al-Rashid, em Dubai, o Estádio Emirates Club, em Recoima e o Estádio Fujairah Club no estado de Fujeira como sedes. O Estádio de Xarja, em Xarja foi inicialmente proposto e, finalmente, acabou também selecionado como sede, em setembro de 2012.
| Al Ain Abu Dabi Dubai Recoima Fujeira Xarja |                                               |                                                        |                                         |
| Al Ain Abu Dabi Dubai Recoima Fujeira Xarja | Dubai                                         | Recoima                                                | Fujeira                                 |
| ------------------------------------------- | --------------------------------------------- | ------------------------------------------------------ | --------------------------------------- |
| Al Ain Abu Dabi Dubai Recoima Fujeira Xarja | Estádio Al-Rashid Capacidade: 18 000          | Estádio Emirates Club Capacidade: 3 000                | Estádio Fujairah Club Capacidade: 5 000 |
| Al Ain Abu Dabi Dubai Recoima Fujeira Xarja |                                               |                                                        |                                         |
| Al Ain Abu Dabi Dubai Recoima Fujeira Xarja | Abu Dabi                                      | Al Ain                                                 | Xarja                                   |
| Al Ain Abu Dabi Dubai Recoima Fujeira Xarja | Estádio Mohammed Bin Zayed Capacidade: 42 056 | Estádio Internacional Xeque Khalifa Capacidade: 16 000 | Estádio de Xarja Capacidade: 12 000     |
| Al Ain Abu Dabi Dubai Recoima Fujeira Xarja |                                               |                                                        |                                         |

## Arbitragem
A FIFA designou os seguintes árbitros e assistentes para a Copa do Mundo Sub-17 de 2013:
| Árbitros                | Assistentes                               |
| AFC                     | AFC                                       |
| ----------------------- | ----------------------------------------- |
| QAT Abdulrahman Abdou   | QAT Taleb Al Marri KUW Yaser Marad        |
| KSA Khalil Al Ghamdi    | KSA Badr Al Shumrani OMA Hamed Al Mayahi  |
| KOR Kim Dong-Jin        | KOR Jeong Hae-Sang KOR Yang Byoung-Eun    |
| UAE Mohammed Mohamed•   |                                           |
| CAF                     |                                           |
| RSA Daniel Bennett      | KEN Marwa Range RSA Zakhele Siwela        |
| SEN Badara Diatta       | SEN Djibril Camara SEN El Hadji Samba     |
| TUN Slim Jedidi         | TUN Bechir Hassani TUN Anouar Hmila       |
| ETH Bamlak Tessema•     |                                           |
| CONCACAF                |                                           |
| USA Jair Marrufo        | USA Eric Boria JAM Ricardo Morgan         |
| MEX Marco Rodríguez     | MEX Marvin Torrentera MEX Marcos Quintero |
| SLV Elmer Bonilla       | CRC Octavio Jara GUA Hermenerito Leal     |
| CRC Hugo Cruz Alvarado• |                                           |
| OFC                     |                                           |
| TAH Norbert Hauata      | NZL Mark Rule TGA Tevita Makasini         |
| TAH Abdelkader Zitouni• |                                           |

| Árbitros              | Assistentes                                      |
| CONMEBOL              | CONMEBOL                                         |
| --------------------- | ------------------------------------------------ |
| BOL Raúl Orosco       | BOL Efraín Castro BOL Arol Valda                 |
| URU Martín Vázquez    | URU Nicolás Tarán URU Miguel Nievas              |
| VEN Juan Soto         | VEN Jorge Urrego VEN Carlos López                |
| ARG Néstor Pitana     | ARG Juan Pablo Belatti ARG Diego Bonfa           |
| BRA Héber Lopes       | BRA Alessandro Rocha BRA Marcelo Van Gasse       |
| PAR Julio Quintana•   |                                                  |
| UEFA                  |                                                  |
| ENG Mark Clattenburg  | ENG Stephen Child ENG Simon Beck                 |
| CZE Pavel Kralovec    | CZE Martin Wilczek SVK Roman Slysko              |
| NOR Svein Oddvar Moen | NOR Kim Haglund NOR Frank Andas                  |
| ITA Gianluca Rocchi   | ITA Elenito Di Liberatore ITA Gianluca Cariolato |
| GER Wolfgang Stark    | GER Jan-Hendrik Salver GER Mike Pickel           |
| SCO Craig Thomson     | SCO Derek Rose SCO Alan Mulvanny                 |
| DEN Kenn Hansen•      |                                                  |

• Árbitro reserva

## Sorteio
O sorteio que definiu a composição da fase de grupos foi realizado em 26 de agosto de 2013, no Bab Al Bahr Hotel em Abu Dabi.
| Pote 1                                                                      | Pote 2                                           | Pote 3                                                   | Pote 4                                          |
| --------------------------------------------------------------------------- | ------------------------------------------------ | -------------------------------------------------------- | ----------------------------------------------- |
| Emirados Árabes Unidos (Grupo A) Irã Iraque Japão Uzbequistão Nova Zelândia | Argentina Brasil Uruguai Venezuela México Panamá | Canadá Honduras Costa do Marfim Marrocos Nigéria Tunísia | Áustria Croácia Eslováquia Itália Rússia Suécia |

## Fase de grupos
|  | Equipes classificadas às oitavas de final               |
|  | Equipes classificadas como melhores terceiros colocados |
|  | Equipes eliminadas                                      |

Todas as partidas seguiram o fuso horário local (UTC+4).

### Grupo A
| Pos. | Seleção                | P | J | V | E | D | GP | GC | SG  |
| ---- | ---------------------- | - | - | - | - | - | -- | -- | --- |
| 1    | Brasil                 | 9 | 3 | 3 | 0 | 0 | 15 | 2  | +13 |
| 2    | Honduras               | 4 | 3 | 1 | 1 | 1 | 4  | 6  | –2  |
| 3    | Eslováquia             | 4 | 3 | 1 | 1 | 1 | 5  | 8  | –3  |
| 4    | Emirados Árabes Unidos | 0 | 3 | 0 | 0 | 3 | 2  | 10 | –8  |

| 17 de outubro | Brasil                                                      | 6 – 1     | Eslováquia | Estádio Mohammed Bin Zayed, Abu Dabi        |
| 17:00         | Mosquito 17', 31' (pen), 70' · Nathan 45+2', 51' · Caio 56' | Relatório | Vavro 68'  | Público: 8 650 Árbitro: MEX Marco Rodríguez |

| 17 de outubro | Emirados Árabes Unidos | 1 – 2     | Honduras                   | Estádio Mohammed Bin Zayed, Abu Dabi        |
| 20:00         | Khalfan 33'            | Relatório | Medina 20' · Velásquez 86' | Público: 8 650 Árbitro: ITA Gianluca Rocchi |

| 20 de outubro | Eslováquia          | 2 – 2     | Honduras                  | Estádio Mohammed Bin Zayed, Abu Dabi          |
| 17:00         | Vestenický 48', 57' | Relatório | Flores 20' · Bodden 90+2' | Público: 8 200 Árbitro: QAT Abdulrahman Abdou |

| 20 de outubro | Emirados Árabes Unidos | 1 – 6     | Brasil                                                              | Estádio Mohammed Bin Zayed, Abu Dabi         |
| 20:00         | Zayed 89'              | Relatório | Boschilia 10', 33' · Nathan 41', 66' · Joanderson 73' · Gabriel 84' | Público: 8 200 Árbitro: ENG Mark Clattenburg |

| 23 de outubro | Eslováquia          | 2 – 0     | Emirados Árabes Unidos | Estádio Mohammed Bin Zayed, Abu Dabi  |
| 20:00         | Vestenický 36', 68' | Relatório |                        | Público: 3 642 Árbitro: VEN Juan Soto |

| 23 de outubro | Honduras | 0 – 3     | Brasil                        | Estádio Emirates Club, Recoima             |
| 20:00         |          | Relatório | Boschilia 14', 45' · Caio 64' | Público: 2 662 Árbitro: GER Wolfgang Stark |

### Grupo B
| Pos. | Seleção         | P | J | V | E | D | GP | GC | SG  |
| ---- | --------------- | - | - | - | - | - | -- | -- | --- |
| 1    | Uruguai         | 7 | 3 | 2 | 1 | 0 | 10 | 2  | +8  |
| 2    | Itália          | 6 | 3 | 2 | 0 | 1 | 3  | 2  | +1  |
| 3    | Costa do Marfim | 4 | 3 | 1 | 1 | 1 | 4  | 2  | +2  |
| 4    | Nova Zelândia   | 0 | 3 | 0 | 0 | 3 | 0  | 11 | –11 |

| 17 de outubro | Uruguai                                                                            | 7 – 0     | Nova Zelândia | Estádio Emirates Club, Recoima             |
| 17:00         | Méndez 3' · Otormín 37', 63' · Acosta 49', 57' · Ospitaleche 75' · Pizzichillo 89' | Relatório |               | Público: 1 201 Árbitro: GER Wolfgang Stark |

| 17 de outubro | Costa do Marfim | 0 – 1     | Itália   | Estádio Emirates Club, Recoima            |
| 20:00         |                 | Relatório | Vido 46' | Público: 1 201 Árbitro: ARG Néstor Pitana |

| 20 de outubro | Uruguai      | 1 – 1     | Costa do Marfim | Estádio Emirates Club, Recoima            |
| 17:00         | Acosta 90+4' | Relatório | Keita 17'       | Público: 2 482 Árbitro: SCO Craig Thomson |

| 20 de outubro | Itália   | 1 – 0     | Nova Zelândia | Estádio Emirates Club, Recoima            |
| 20:00         | Vido 48' | Relatório |               | Público: 2 482 Árbitro: SLV Elmer Bonilla |

| 23 de outubro | Nova Zelândia | 0 – 3     | Costa do Marfim               | Estádio Mohammed Bin Zayed, Abu Dabi          |
| 17:00         |               | Relatório | Bakayoko 25', 48' · Yakou 87' | Público: 3 642 Árbitro: QAT Abdulrahman Abdou |

| 23 de outubro | Itália       | 1 – 2     | Uruguai                    | Estádio Emirates Club, Recoima               |
| 17:00         | Parigini 11' | Relatório | Bregonis 15' · Benítez 64' | Público: 2 662 Árbitro: KSA Khalil Al Ghamdi |

### Grupo C
| Pos. | Seleção     | P | J | V | E | D | GP | GC | SG |
| ---- | ----------- | - | - | - | - | - | -- | -- | -- |
| 1    | Marrocos    | 7 | 3 | 2 | 1 | 0 | 7  | 3  | +4 |
| 2    | Uzbequistão | 7 | 3 | 2 | 1 | 0 | 4  | 1  | +3 |
| 3    | Croácia     | 3 | 3 | 1 | 0 | 2 | 3  | 5  | –2 |
| 4    | Panamá      | 0 | 3 | 0 | 0 | 3 | 2  | 7  | –5 |

| 18 de outubro | Croácia   | 1 – 3     | Marrocos                      | Estádio Fujairah Club, Fujeira           |
| 17:00         | Murić 59' | Relatório | Achahbar 27', 40' · Jaadi 45' | Público: 4 296 Árbitro: USA Jair Marrufo |

| 18 de outubro | Panamá | 0 – 2     | Uzbequistão                  | Estádio Fujairah Club, Fujeira             |
| 20:00         |        | Relatório | Abbasov 68' · Ashurmatov 76' | Público: 4 296 Árbitro: RSA Daniel Bennett |

| 21 de outubro | Croácia      | 1 – 0     | Panamá | Estádio Fujairah Club, Fujeira             |
| 17:00         | Roguljić 26' | Relatório |        | Público: 5 093 Árbitro: TAH Norbert Hauata |

| 21 de outubro | Uzbequistão | 0 – 0     | Marrocos | Estádio Fujairah Club, Fujeira          |
| 20:00         |             | Relatório |          | Público: 5 093 Árbitro: BOL Raúl Orosco |

| 24 de outubro | Uzbequistão                           | 2 – 1     | Croácia       | Estádio Fujairah Club, Fujeira            |
| 20:00         | Ćaleta-Car 14' (g.c.) · Boltaboev 79' | Relatório | Halilović 28' | Público: 2 425 Árbitro: SLV Elmer Bonilla |

| 24 de outubro | Marrocos                                         | 4 – 2     | Panamá                 | Estádio de Xarja, Xarja                    |
| 20:00         | Bnou Marzouk 30', 40' · Sakhi 49' · Achahbar 85' | Relatório | Wald 20' · Zorilla 88' | Público: 5 183 Árbitro: CZE Pavel Kralovec |

### Grupo D
| Pos. | Seleção   | P | J | V | E | D | GP | GC | SG |
| ---- | --------- | - | - | - | - | - | -- | -- | -- |
| 1    | Japão     | 9 | 3 | 3 | 0 | 0 | 6  | 2  | +4 |
| 2    | Tunísia   | 6 | 3 | 2 | 0 | 1 | 4  | 3  | +1 |
| 3    | Rússia    | 3 | 3 | 1 | 0 | 2 | 4  | 2  | +2 |
| 4    | Venezuela | 0 | 3 | 0 | 0 | 3 | 2  | 9  | –7 |

| 18 de outubro | Tunísia                         | 2 – 1     | Venezuela   | Estádio de Xarja, Xarja                      |
| 17:00         | Jbeli 25' · Ben Larbi 47' (pen) | Relatório | Márquez 51' | Público: 3 135 Árbitro: KSA Khalil Al Ghamdi |

| 18 de outubro | Rússia | 0 – 1     | Japão    | Estádio de Xarja, Xarja                 |
| 20:00         |        | Relatório | Uryu 15' | Público: 3 135 Árbitro: BRA Héber Lopes |

| 21 de outubro | Tunísia   | 1 – 0     | Rússia | Estádio de Xarja, Xarja                  |
| 17:00         | Gabsi 61' | Relatório |        | Público: 3 370 Árbitro: KOR Kim Dong-Jin |

| 21 de outubro | Japão                                 | 3 – 1     | Venezuela     | Estádio de Xarja, Xarja                   |
| 20:00         | Sugimoto 7' · Watanabe 44', 78' (pen) | Relatório | Caraballo 17' | Público: 3 370 Árbitro: SEN Badara Diatta |

| 24 de outubro | Venezuela | 0 – 4     | Rússia                                             | Estádio Fujairah Club, Fujeira             |
| 17:00         |           | Relatório | A. Makarov 16' · Sheidaev 39', 85' · Golovin 45+2' | Público: 2 425 Árbitro: RSA Daniel Bennett |

| 24 de outubro | Japão                      | 2 – 1     | Tunísia      | Estádio de Xarja, Xarja                    |
| 17:00         | Sakai 87' · Watanabe 90+3' | Relatório | Dräger 45+2' | Público: 5 183 Árbitro: TAH Norbert Hauata |

### Grupo E
| Pos. | Seleção   | P | J | V | E | D | GP | GC | SG |
| ---- | --------- | - | - | - | - | - | -- | -- | -- |
| 1    | Argentina | 7 | 3 | 2 | 1 | 0 | 7  | 3  | +4 |
| 2    | Irã       | 5 | 3 | 1 | 2 | 0 | 3  | 2  | +1 |
| 3    | Canadá    | 2 | 3 | 0 | 2 | 1 | 3  | 6  | –3 |
| 4    | Áustria   | 1 | 3 | 0 | 1 | 2 | 4  | 6  | –2 |

| 19 de outubro | Canadá                          | 2 – 2     | Áustria                   | Estádio Al-Rashid, Dubai                |
| 17:00         | Hamilton 53' · Roubos 58' (pen) | Relatório | Horvath 28' · Zivotic 61' | Público: 5 952 Árbitro: TUN Slim Jedidi |

| 19 de outubro | Irã        | 1 – 1     | Argentina   | Estádio Al-Rashid, Dubai                   |
| 20:00         | Hashemi 1' | Relatório | Driussi 15' | Público: 5 952 Árbitro: CZE Pavel Kralovec |

| 22 de outubro | Canadá       | 1 – 1     | Irã       | Estádio Al-Rashid, Dubai                |
| 17:00         | Hamilton 48' | Relatório | Karimi 9' | Público: 9 135 Árbitro: BRA Héber Lopes |

| 22 de outubro | Argentina                              | 3 – 2     | Áustria                      | Estádio Al-Rashid, Dubai                 |
| 20:00         | Ibáñez 42' · Ferreyra 51' · Suárez 88' | Relatório | Zivotic 31' · Pellegrini 79' | Público: 9 135 Árbitro: USA Jair Marrufo |

| 25 de outubro | Argentina                       | 3 – 0     | Canadá | Estádio Al-Rashid, Dubai                      |
| 20:00         | Ibáñez 45+1' · Sánchez 46', 75' | Relatório |        | Público: 10 120 Árbitro: ENG Mark Clattenburg |

| 25 de outubro | Áustria | 0 – 1     | Irã         | Estádio Internacional Xeque Khalifa, Al Ain |
| 20:00         |         | Relatório | Seyyedi 36' | Público: 8 179 Árbitro: BOL Raúl Orosco     |

### Grupo F
| Pos. | Seleção | P | J | V | E | D | GP | GC | SG  |
| ---- | ------- | - | - | - | - | - | -- | -- | --- |
| 1    | Nigéria | 7 | 3 | 2 | 1 | 0 | 14 | 4  | +10 |
| 2    | México  | 6 | 3 | 2 | 0 | 1 | 5  | 7  | –2  |
| 3    | Suécia  | 4 | 3 | 1 | 1 | 1 | 7  | 5  | +2  |
| 4    | Iraque  | 0 | 3 | 0 | 0 | 3 | 2  | 12 | –10 |

| 19 de outubro | México     | 1 – 6     | Nigéria                                                | Estádio Internacional Xeque Khalifa, Al Ain   |
| 17:00         | Jaimes 41' | Relatório | Iheanacho 33', 40', 49', 70' · Nwakali 52' · Isaac 60' | Público: 7 653 Árbitro: NOR Svein Oddvar Moen |

| 19 de outubro | Iraque    | 1 – 4     | Suécia                                       | Estádio Internacional Xeque Khalifa, Al Ain |
| 20:00         | Salam 54' | Relatório | Engvall 36', 67' · Salétros 72' · Suljić 88' | Público: 7 653 Árbitro: VEN Juan Soto       |

| 22 de outubro | México                             | 3 – 1     | Iraque     | Estádio Internacional Xeque Khalifa, Al Ain |
| 17:00         | Díaz 31' · Almanza 41' · Rivas 84' | Relatório | Kareem 61' | Público: 7 153 Árbitro: TUN Slim Jedidi     |

| 22 de outubro | Suécia                           | 3 – 3     | Nigéria                              | Estádio Internacional Xeque Khalifa, Al Ain |
| 20:00         | Berisha 11', 19' · Halvadžić 65' | Relatório | Isaac 22' · Yahaya 48' · Awoniyi 81' | Público: 7 153 Árbitro: ARG Néstor Pitana   |

| 25 de outubro | Nigéria                                                      | 5 – 0     | Iraque | Estádio Al-Rashid, Dubai                     |
| 17:00         | Muhammed 4' (pen) · Nwakali 4' · Yahaya 17', 41' · Obasi 90' | Relatório |        | Público: 10 120 Árbitro: ITA Gianluca Rocchi |

| 25 de outubro | Suécia | 0 – 1     | México     | Estádio Internacional Xeque Khalifa, Al Ain |
| 17:00         |        | Relatório | Jaimes 86' | Público: 8 179 Árbitro: KOR Kim Dong-Jin    |

### Melhores terceiros classificados
As melhores quatro seleções terceiro colocadas nos grupos também avançam para as oitavas de final.
| Pos. | Seleção         | P | J | V | E | D | GP | GC | SG | Grupo |
| ---- | --------------- | - | - | - | - | - | -- | -- | -- | ----- |
| 1    | Suécia          | 4 | 3 | 1 | 1 | 1 | 7  | 5  | +2 | F     |
| 2    | Costa do Marfim | 4 | 3 | 1 | 1 | 1 | 4  | 2  | +2 | B     |
| 3    | Eslováquia      | 4 | 3 | 1 | 1 | 1 | 5  | 8  | –3 | A     |
| 4    | Rússia          | 3 | 3 | 1 | 0 | 2 | 4  | 2  | +2 | D     |
| 5    | Croácia         | 3 | 3 | 1 | 0 | 2 | 3  | 5  | –2 | C     |
| 6    | Canadá          | 2 | 3 | 0 | 2 | 1 | 3  | 6  | –3 | E     |

## Fase final

### Esquema
|  | Oitavas de final         | Oitavas de final      |                          |   | Quartas de final | Quartas de final |                          |                          | Semifinais | Semifinais |  |  | Final | Final |
|  |                          |                       |                          |   |                  |                  |                          |                          |            |            |  |  |       |       |
|  | 28 de outubro – Xarja    |                       |                          |   |                  |                  |                          |                          |            |            |  |  |       |       |
|  |                          |                       |                          |   |                  |                  |                          |                          |            |            |  |  |       |       |
|  | Honduras                 | 1                     |                          |   |                  |                  |                          |                          |            |            |  |  |       |       |
|  | Honduras                 | 1                     | 1 de novembro – Al Ain   |   |                  |                  |                          |                          |            |            |  |  |       |       |
|  | Uzbequistão              | 0                     |                          |   |                  |                  |                          |                          |            |            |  |  |       |       |
|  | Uzbequistão              | 0                     | Honduras                 | 1 |                  |                  |                          |                          |            |            |  |  |       |       |
|  | 28 de outubro – Xarja    |                       | Honduras                 | 1 |                  |                  |                          |                          |            |            |  |  |       |       |
|  |                          | Suécia                | 2                        |   |                  |                  |                          |                          |            |            |  |  |       |       |
|  | Japão                    | Suécia                | 2                        | 1 |                  |                  |                          |                          |            |            |  |  |       |       |
|  | Japão                    |                       | 5 de novembro – Dubai    | 1 |                  |                  |                          |                          |            |            |  |  |       |       |
|  | Suécia                   | 2                     |                          |   |                  |                  |                          |                          |            |            |  |  |       |       |
|  | Suécia                   | 2                     | Suécia                   | 0 |                  |                  |                          |                          |            |            |  |  |       |       |
|  | 29 de outubro – Recoima  |                       | Suécia                   | 0 |                  |                  |                          |                          |            |            |  |  |       |       |
|  |                          | Nigéria               | 3                        |   |                  |                  |                          |                          |            |            |  |  |       |       |
|  | Uruguai                  | Nigéria               | 3                        | 4 |                  |                  |                          |                          |            |            |  |  |       |       |
|  | Uruguai                  | 2 de novembro – Xarja |                          | 4 |                  |                  |                          |                          |            |            |  |  |       |       |
|  | Eslováquia               | 2                     |                          |   |                  |                  |                          |                          |            |            |  |  |       |       |
|  | Eslováquia               | 2                     | Uruguai                  | 0 |                  |                  |                          |                          |            |            |  |  |       |       |
|  | 29 de outubro – Al Ain   |                       | Uruguai                  | 0 |                  |                  |                          |                          |            |            |  |  |       |       |
|  |                          | Nigéria               | 2                        |   |                  |                  |                          |                          |            |            |  |  |       |       |
|  | Nigéria                  | Nigéria               | 2                        | 4 |                  |                  |                          |                          |            |            |  |  |       |       |
|  | Nigéria                  |                       | 8 de novembro – Abu Dabi | 4 |                  |                  |                          |                          |            |            |  |  |       |       |
|  | Irã                      | 1                     |                          |   |                  |                  |                          |                          |            |            |  |  |       |       |
|  | Irã                      | 1                     | Nigéria                  | 3 |                  |                  |                          |                          |            |            |  |  |       |       |
|  | 29 de outubro – Dubai    |                       | Nigéria                  | 3 |                  |                  |                          |                          |            |            |  |  |       |       |
|  |                          | México                | 0                        |   |                  |                  |                          |                          |            |            |  |  |       |       |
|  | Argentina                | México                | 0                        | 3 |                  |                  |                          |                          |            |            |  |  |       |       |
|  | Argentina                | 2 de novembro – Xarja |                          | 3 |                  |                  |                          |                          |            |            |  |  |       |       |
|  | Tunísia                  | 1                     |                          |   |                  |                  |                          |                          |            |            |  |  |       |       |
|  | Tunísia                  | 1                     | Argentina                | 2 |                  |                  |                          |                          |            |            |  |  |       |       |
|  | 29 de outubro – Fujeira  |                       | Argentina                | 2 |                  |                  |                          |                          |            |            |  |  |       |       |
|  |                          | Costa do Marfim       | 1                        |   |                  |                  |                          |                          |            |            |  |  |       |       |
|  | Marrocos                 | Costa do Marfim       | 1                        | 1 |                  |                  |                          |                          |            |            |  |  |       |       |
|  | Marrocos                 |                       | 5 de novembro – Abu Dabi | 1 |                  |                  |                          |                          |            |            |  |  |       |       |
|  | Costa do Marfim          | 2                     |                          |   |                  |                  |                          |                          |            |            |  |  |       |       |
|  | Costa do Marfim          | 2                     | Argentina                | 0 |                  |                  |                          |                          |            |            |  |  |       |       |
|  | 28 de outubro – Abu Dabi |                       | Argentina                | 0 |                  |                  |                          |                          |            |            |  |  |       |       |
|  |                          | México                | 3                        |   | Terceiro lugar   | Terceiro lugar   |                          |                          |            |            |  |  |       |       |
|  | Brasil                   | México                | 3                        | 3 | Terceiro lugar   | Terceiro lugar   |                          |                          |            |            |  |  |       |       |
|  | Brasil                   | 1 de novembro – Dubai | 1 de novembro – Dubai    | 3 |                  |                  | 8 de novembro – Abu Dabi | 8 de novembro – Abu Dabi |            |            |  |  |       |       |
|  | Rússia                   | 1 de novembro – Dubai | 1 de novembro – Dubai    | 1 |                  |                  | 8 de novembro – Abu Dabi | 8 de novembro – Abu Dabi |            |            |  |  |       |       |
|  | Rússia                   | Brasil                | 1 (10)                   | 1 | Suécia           | 4                |                          |                          |            |            |  |  |       |       |
|  | 28 de outubro – Abu Dabi | Brasil                | 1 (10)                   |   | Suécia           | 4                |                          |                          |            |            |  |  |       |       |
|  |                          | México (pen)          | 1 (11)                   |   | Argentina        | 1                |                          |                          |            |            |  |  |       |       |
|  | Itália                   | México (pen)          | 1 (11)                   | 0 | Argentina        | 1                |                          |                          |            |            |  |  |       |       |
|  | Itália                   |                       |                          | 0 |                  |                  |                          |                          |            |            |  |  |       |       |
|  | México                   | 2                     |                          |   |                  |                  |                          |                          |            |            |  |  |       |       |
|  | México                   | 2                     |                          |   |                  |                  |                          |                          |            |            |  |  |       |       |

### Oitavas de final
| 28 de outubro | Itália | 0 – 2     | México                 | Estádio Mohammed Bin Zayed, Abu Dabi      |
| 17:00         |        | Relatório | Díaz 26' · Ochoa 90+2' | Público: 4 624 Árbitro: ARG Néstor Pitana |

| 28 de outubro | Japão                | 1 – 2     | Suécia                    | Estádio de Xarja, Xarja                   |
| 17:00         | Wahlqvist 56' (g.c.) | Relatório | Berisha 11' · Engvall 36' | Público: 2 257 Árbitro: SEN Badara Diatta |

| 28 de outubro | Brasil                              | 3 – 1     | Rússia           | Estádio Mohammed Bin Zayed, Abu Dabi         |
| 20:00         | Mosquito 72' · Boschilia 80', 90+3' | Relatório | A. Makarov 90+1' | Público: 4 624 Árbitro: KSA Khalil Al Ghamdi |

| 28 de outubro | Honduras   | 1 – 0     | Uzbequistão | Estádio de Xarja, Xarja                    |
| 20:00         | Bodden 74' | Relatório |             | Público: 2 257 Árbitro: CZE Pavel Kralovec |

| 29 de outubro | Uruguai                                         | 4 – 2     | Eslováquia                  | Estádio Emirates Club, Recoima              |
| 17:00         | Otormín 5', 58' · Méndez 34' (pen) · Acosta 42' | Relatório | Vestenický 63' · Siplak 85' | Público: 2 215 Árbitro: MEX Marco Rodríguez |

| 29 de outubro | Marrocos         | 1 – 2     | Costa do Marfim               | Estádio Fujairah Club, Fujeira            |
| 17:00         | Bnou Marzouk 60' | Relatório | Kessie 4' (pen) · Ahissan 75' | Público: 4 172 Árbitro: SCO Craig Thomson |

| 29 de outubro | Argentina                              | 3 – 1     | Tunísia        | Estádio Al-Rashid, Dubai                      |
| 20:00         | Ferreyra 2' · Ibáñez 53' · Driussi 73' | Relatório | Haj Hassen 43' | Público: 6 801 Árbitro: NOR Svein Oddvar Moen |

| 29 de outubro | Nigéria                                              | 4 – 1     | Irã            | Estádio Internacional Xeque Khalifa, Al Ain |
| 20:00         | Okon 23' · Iheanacho 25' · Muhammed 42' · Yahaya 76' | Relatório | Gholizadeh 84' | Público: 6 825 Árbitro: BRA Héber Lopes     |

### Quartas de final
| 1 de novembro | Honduras      | 1 – 2     | Suécia                  | Estádio Internacional Xeque Khalifa, Al Ain   |
| 17:00         | Velásquez 37' | Relatório | Rakip 68' · Berisha 74' | Público: 7 028 Árbitro: QAT Abdulrahman Abdou |

| 1 de novembro | Brasil     | 1 – 1     | México    | Estádio Al-Rashid, Dubai                      |
| 20:00         | Nathan 85' | Relatório | Ochoa 80' | Público: 9 210 Árbitro: NOR Svein Oddvar Moen |

| |         | Penalidades                                                                  |  |
| Mosquito Nathan Lucas Danilo Gabriel Léo Pereira Thiago Maia Joanderson Eduardo Marcos Auro Mosquito | 10 – 11 | Díaz Ochoa Rivas Aguirre Wbias Granados Tovar Robles Govea Terán Gudiño Díaz |  |

| 2 de novembro | Argentina               | 2 – 1     | Costa do Marfim  | Estádio de Xarja, Xarja                    |
| 17:00         | Ibáñez 6' · Moreira 33' | Relatório | Kessie 78' (pen) | Público: 8 288 Árbitro: GER Wolfgang Stark |

| 2 de novembro | Uruguai | 0 – 2     | Nigéria          | Estádio de Xarja, Xarja                  |
| 20:00         |         | Relatório | Awoniyi 18', 79' | Público: 8 288 Árbitro: USA Jair Marrufo |

### Semifinais
| 5 de novembro | Argentina | 0 – 3     | México                       | Estádio Mohammed Bin Zayed, Abu Dabi        |
| 17:00         |           | Relatório | Ochoa 5', 21' · Granados 86' | Público: 5 621 Árbitro: ITA Gianluca Rocchi |

| 5 de novembro | Suécia | 0 – 3     | Nigéria                           | Estádio Al-Rashid, Dubai                |
| 20:00         |        | Relatório | Awoniyi 21' · Okon 80' · Ezeh 81' | Público: 8 800 Árbitro: BRA Héber Lopes |

### Disputa pelo terceiro lugar
| 8 de novembro | Suécia                                | 4 – 1     | Argentina       | Estádio Mohammed Bin Zayed, Abu Dabi       |
| 17:00         | Berisha 7', 24', 57' · Strandberg 20' | Relatório | Compagnucci 44' | Público: 20 018 Árbitro: SEN Badara Diatta |

### Final
| 8 de novembro | Nigéria                                          | 3 – 0     | México | Estádio Mohammed Bin Zayed, Abu Dabi       |
| 20:00         | Aguirre 9' (g.c.) · Iheanacho 56' · Muhammed 81' | Relatório |        | Público: 20 018 Árbitro: SCO Craig Thomson |

## Premiação
| Copa do Mundo FIFA Sub-17 de 2013 |
| Nigéria                           |
| --------------------------------- |
| NIGÉRIA Campeã (4º título)        |

| Chuteira de Ouro      | Chuteira de Prata     | Chuteira de Bronze |
| --------------------- | --------------------- | ------------------ |
| SWE Valmir Berisha    | NGA Kelechi Iheanacho | BRA Boschilia      |
| Bola de Ouro          | Bola de Prata         | Bola de Bronze     |
| NGA Kelechi Iheanacho | BRA Nathan            | MEX Iván Ochoa     |
| Luva de Ouro          |                       |                    |
| NGA Dele Alampasu     |                       |                    |
| Troféu FIFA Fair Play |                       |                    |
| Nigéria               |                       |                    |

## Artilharia
7 gols (1)
- SWE Valmir Berisha

6 gols (2)
- BRA Boschilia
- NGA Kelechi Iheanacho

5 gols (2)
- BRA Nathan
- SVK Tomáš Vestenický

4 gols (7)
- ARG Joaquín Ibáñez
- BRA Mosquito
- MEX Iván Ochoa
- NGA Musa Yahaya
- NGA Taiwo Awoniyi
- URU Franco Acosta
- URU Leandro Otormín

3 gols (5)
- JPN Ryoma Watanabe
- MAR Karim Achahbar
- MAR Younes Bnou Marzouk
- NGA Musa Muhammed
- SWE Gustav Engvall

2 gols (19)
- ARG Germán Ferreyra
- ARG Matías Sánchez
- ARG Sebastián Driussi
- AUT Nikola Zivotic
- BRA Caio
- CAN Jordan Hamilton
- CIV Franck Kessie
- CIV Moussa Bakayoko
- HON Brayan Velásquez
- HON Jorge Bodden
- ITA Luca Vido
- MEX Alejandro Díaz
- MEX Ulises Jaimes
- NGA Chidiebere Nwakali
- NGA Samuel Okon
- NGA Success Isaac
- RUS Aleksandr Makarov
- RUS Ramil Sheidaev
- URU Kevin Méndez

1 gol (59)
- ARG Leonardo Suárez
- ARG Lucio Compagnucci
- ARG Rodrigo Moreira
- AUT Sascha Horvath
- AUT Tobias Pellegrini
- BRA Gabriel
- BRA Joanderson
- CAN Elias Roubos
- CIV Aboubakar Keita
- CIV Junior Ahissan
- CIV Meïté Yakou
- CRO Alen Halilović
- CRO Ante Roguljić
- CRO Robert Murić
- HON Fredy Medina
- HON Rembrandt Flores
- IRN Ali Gholizadeh
- IRN Amirhossein Karimi
- IRN Mostafa Hashemi
- IRN Yousef Seyyedi
- IRQ Mohammed Salam
- IRQ Sherko Kareem
- ITA Vittorio Parigini
- JPN Daisuke Sakai
- JPN Kosei Uryu
- JPN Taro Sugimoto
- MAR Hamza Sakhi
- MAR Nabil Jaadi
- MEX José Almanza
- MEX Marco Granados
- MEX Ulises Rivas
- NGA Chidera Ezeh
- NGA Chigozi Obasi
- PAN Ervin Zorrilla
- PAN Werner Wald
- RUS Alexandr Golovin
- SVK Denis Vavro
- SVK Michal Siplak
- SWE Ali Suljić
- SWE Anton Salétros
- SWE Carlos Strandberg
- SWE Erdal Rakip
- SWE Mirza Halvadžić
- TUN Chiheb Jbeli
- TUN Hazem Haj Hassen
- TUN Maher Gabsi
- TUN Mohamed Ben Larbi
- TUN Mohamed Dräger
- UAE Al-Ameri Zayed
- UAE Khaled Khalfan
- URU Facundo Ospitaleche
- URU Franco Pizzichillo
- URU Joel Bregonis
- URU Marcio Benítez
- UZB Jamshid Boltaboev
- UZB Rustamjon Ashurmatov
- UZB Shohjahon Abbasov
- VEN José Caraballo
- VEN José Márquez

Gols contra (3)
- CRO Duje Ćaleta-Car (a favor do Uzbequistão)
- MEX Erick Aguirre (a favor da Nigéria)
- SWE Linus Wahlqvist (a favor do Japão)